# Gazellenartige
Die Gazellenartigen oder Gazellen im weiteren Sinne (Antilopini) sind eine artenreiche Tribus der Hornträger (Bovidae). Als Gazellen im engeren Sinne wurden ursprünglich nur die Mitglieder der Gattung Gazella betrachtet, diese wurde aber mittlerweile in drei Gattungen aufgespalten.

## Allgemeines
Es handelt sich um kleine bis mittelgroße Antilopen, die in Afrika und Asien leben und eher offene, trockene Lebensräume bevorzugen. Gemeinsame Merkmale dieser Gruppe liegen im Bau des Schädels, der Zähne und der Hörner. Fast alle Arten haben auffällige, vor den Augen gelegene Drüsen. Ein Geschlechtsdimorphismus hinsichtlich Größe oder Fellfärbung ist kaum vorhanden. Bei den größeren Arten tragen oft beide Geschlechter Hörner und das Sozialverhalten ist polygyn – ein Männchen schart viele Weibchen um sich. Bei den kleineren Arten, die früher unter dem Namen Böckchen als eigene Unterfamilie geführt wurden, tragen meist nur die Männchen kurze Hörner, und bei diesen Tieren überwiegt ein monogames Sozialverhalten.

## Systematik
Folgende Gattungen und Arten werden zu den Gazellenartigen gezählt (nach Groves und Grubb 2011):
- Tribus Antilopini Gray, 1821

- Gattung Raphicerus C. H. Smith, 1827

- Steinböckchen (Raphicerus campestris (Thunberg, 1811))
- Natal-Greisbock (Raphicerus colonicus Thomas & Schwann, 1906)
- Kap-Greisbock (Raphicerus melanotis (Thunberg, 1811))
- Sharpe-Greisbock oder Nördliches Greisböckchen (Raphicerus sharpei Thomas, 1897)

- Gattung Springböcke (Antidorcas Sundevall, 1847)

- Angola-Springbock (Antidorcas angolensis Blaine, 1922)
- Kalahari-Springbock (Antidorcas hofmeyri Thomas, 1926)
- Springbock oder Kap-Springbock (Antidorcas marsupialis (Zimmermann, 1780))

- Gattung Ammodorcas Thomas, 1891

- Stelzengazelle oder Dibetag (Ammodorcas clarkei (Thomas, 1891))

- Gattung Giraffengazelle (Litocranius Kohl, 1886)

- Nördliche Giraffengazelle (Litocranius sclateri Neumann, 1899)
- Südliche Giraffengazelle (Litocranius walleri (Brooke, 1878))

- Gattung Saigas (Saiga Gray, 1843)

- Mongolische Saiga (Saiga mongolica Bannikov, 1946; auch Saiga borealis)
- Saiga (Saiga tatarica (Linnaeus, 1766))

- Gattung Antilope Pallas, 1766

- Hirschziegenantilope (Antilope cervicapra (Linnaeus, 1758))

- Gattung Nanger Lataste, 1885

- Damagazelle (Nanger dama (Pallas, 1766))
- Südliche Grant-Gazelle (Nanger granti (Brooke, 1872))
- Nördliche Grant-Gazelle (Nanger notatus (Thomas, 1897))
- Östliche Grant-Gazelle (Nanger petersii (Günther, 1884))
- Sömmerringgazelle (Nanger soemmerringii (Cretzschmar, 1826))

- Gattung Gazella de Blainville, 1816

- Akaziengazelle (Gazella acaciae Mendelssohn, Groves & Shalmon, 1997)
- Arabische Gazelle (Gazella arabica (Lichtenstein, 1827))
- Indische Gazelle oder Dekkan-Chinkara (Gazella bennettii (Sykes, 1831))
- † Jemen-Gazelle (Gazella bilkis Groves & Lay, 1985)
- Gujarat-Chinkara (Gazella christii Blyth, 1842)
- Arabische Wüstengazelle (Gazella cora (C. H. Smith, 1827))
- Cuviergazelle (Gazella cuvieri (Ogilby, 1841))
- Farrur-Gazelle (Gazella dareshurii Karami & Groves, 1993)
- Dorkasgazelle (Gazella dorcas (Linnaeus, 1758))
- Arabische Küstengazelle (Gazella erlangeri Neumann, 1906)
- Belutschistan-Chinkara (Gazella fuscifrons Blanford, 1873)
- Echtgazelle oder Edmigazelle (Gazella gazella (Pallas, 1766))
- Turkmenistan-Kropfgazelle (Gazella gracilicornis Stroganov, 1956)
- Buschir-Gazelle (Gazella karamii Groves, 1993)
- Dünengazelle (Gazella leptoceros (Cuvier, 1842))
- Sandgazelle (Gazella marica Thomas, 1897)
- Maskat-Gazelle (Gazella muscatensis Brooke, 1874)
- Pelzeln-Gazelle (Gazella pelzelni Kohl, 1886)
- Punjab-Chinkara oder Rajasthan-Gazelle (Gazella salinarum Groves, 2003)
- † Saudi-Gazelle (Gazella saudiya Carruthers & Schwarz, 1935)
- Iran-Chinkara oder Shikari-Gazelle (Gazella shikarii Groves, 1993)
- Spekegazelle (Gazella spekei Blyth, 1873)
- Kropfgazelle (Gazella subgutturosa (Güldenstädt, 1780))
- Jarkand-Kropfgazelle (Gazella yarkandensis Blanford, 1875)

- Gattung Eudorcas Fitzinger, 1869

- Mongalla-Gazelle (Eudorcas albonotata (Rothschild, 1903))
- Westliche Thomson-Gazelle (Eudorcas nasalis (Lönnberg, 1908))
- Rotstirngazelle (Eudorcas rufifrons (Gray, 1846))
- † Algerische Gazelle (Eudorcas rufina (Thomas, 1894))
- Östliche Thomson-Gazelle oder Thomson-Gazelle (Eudorcas thomsonii (Günther, 1884))
- Heuglin-Gazelle (Eudorcas tilonura (Heuglin, 1869))

- Gattung Dorcatragus Noack, 1894

- Beira (Dorcatragus megalotis (Menges, 1894))

- Gattung Dikdiks (Madoqua Ogilby, 1837)

- Cavendish-Dikdik (Madoqua cavendishi Thomas, 1898)
- Damara-Dikdik (Madoqua damarensis (Günther, 1880))
- Günther-Dikdik (Madoqua guentheri Thomas, 1894)
- Harar-Dikdik oder Rotbauchdikdik (Madoqua hararensis Neumann, 1904)
- Hinde-Dikdik (Madoqua hindei Thomas, 1902)
- Kirk-Dikdik (Madoqua kirkii (Günther, 1880))
- Lawrance-Dikdik (Madoqua lawrancei Deake-Brockmann, 1926)
- Rotbauch-Dikdik (Madoqua phillipsi Thomas, 1894)
- Silberdikdik (Madoqua piacentinii Drake-Brockmann, 1911)
- Eritrea-Dikdik (Madoqua saltiana (Desmarest, 1817))
- Smith-Dikdik (Madoqua smithii Thomas, 1901)
- Kleindikdik (Madoqua swaynei Thomas, 1894)
- Thomas-Dikdik (Madoqua thomasi (Neumann, 1905))

- Gattung Oribis (Ourebia Laurillard, 1842)

- Serengeti-Oribi (Ourebia hastata (Peters, 1852))
- Sudan-Oribi (Ourebia montana (Cretzschmar, 1826))
- Südliches Oribi oder Bleichböckchen (Ourebia ourebi (Zimmermann, 1783))
- Senegal-Oribi (Ourebia quadriscopa (C. H. Smith, 1827))

- Gattung Kurzschwanzgazellen (Procapra Hodgson, 1846)

- Mongolische Gazelle (Procapra gutturosa (Pallas, 1777))
- Tibetgazelle (Procapra picticaudata Hodgson, 1846)
- Przewalski-Gazelle (Procapra przewalskii (Büchner, 1891))

Einige Gattungen wie die Klippspringer (Oreotragus) oder die Böckchen (Neotragus) wurden früher aufgrund ihrer geringen Größe teilweise den Antilopini, teilweise den Neotragini zugewiesen. Das dürfte nicht den Abstammungsverhältnissen entsprechen. So stellen der Klippspringer und die Böckchen jeweils alte, schon im Miozän entstandene Seitenlinien dar. Auch die Gattungen Ourebia und Raphicerus sowie die Dikdiks (Madoqua) und die Beira (Pelea) standen teilweise innerhalb der Böckchen, doch sind sie enger mit den größeren Gazellenartigen verwandt. Die Zugehörigkeit der gestaltlich abweichenden Saigas zu dieser Gruppe wurde durch molekulargenetische Untersuchungen bestätigt. Innerhalb der größeren Arten stellen die Kurzschwanzgazellen einen eigenen Seitenzweig dar.